# Mideidae
Mideidae é uma família de ácaros pertencente à ordem Trombidiformes.
Géneros:
- Eumidea Tuzovskij, 1982
- Midea Bruzelius, 1854